# Ophiocara
Ophiocara is een geslacht van straalvinnige vissen uit de familie van slaapgrondels (Eleotridae). Het geslacht is voor het eerst wetenschappelijk beschreven in 1864 door Gill.

## Soorten
- Ophiocara porocephala (Valenciennes, 1837)
- Ophiocara macrolepidota (Bloch, 1792)